# Iōannīs Gkiokas
Iōannīs Chrīstou Gkiokas (in greco Ιωάννης Χρήστου Γκιόκας?; Atene, 22 gennaio 1980) è un politico greco, membro del Parlamento Ellenico e del Partito Comunista di Grecia.
Diviene deputato sostituendo nel 2008 il dimissionario Dīmos Koumpourīs.
È membro del Comitato Centrale della Gioventù Comunista di Grecia.